# 马日丹那
2°21′07″N 102°06′30″E / 2.35194°N 102.10833°E
马日丹那是马来西亚马六甲州亚罗牙也县的副县和第二大城镇。马日丹那是马来语（Masjid Tanah）的音译，意思是泥土回教堂。
马日丹那镇名的由来，与这座建在镇中河边的回教堂有关。这座回教堂已有逾百年历史，是战前的历史遗产，早期也是到麦加朝圣者的出发地。由于历史悠久，加上又是属于土造回教堂，地方上居民便以它来命名。马日丹那镇分老镇与新镇，老镇又以旧建筑物为主，新镇则是商店、巴士及德士车站，以及银行集中区。马日丹那也是马六甲大学预科班学院的所在地。